# 岐阜県道353号篠原八百津線

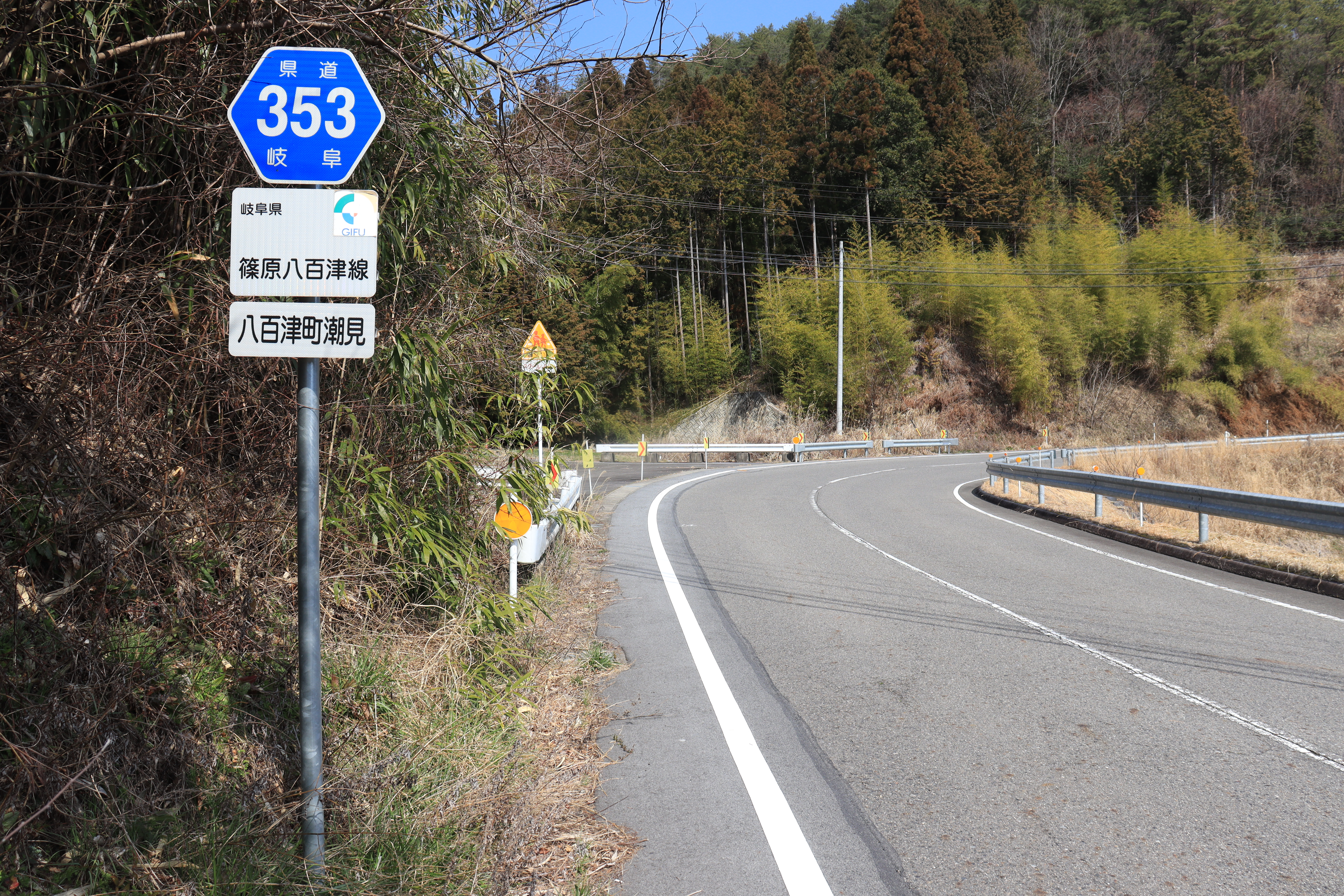
岐阜県道353号篠原八百津線、加茂郡八百津町潮見にて

岐阜県道353号篠原八百津線（ぎふけんどう353ごう すずはらやおつせん）は、岐阜県加茂郡八百津町内を通る一般県道である。

## 概要

### 路線データ
- 起点：岐阜県加茂郡八百津町潮見篠原（岐阜県道402号中野方七宗線交点）
- 終点：岐阜県加茂郡八百津町南戸下立（国道418号交点）

## 沿革
- 1977年（昭和52年）2月27日 ： 認定[1]

## 地理

### 通過する自治体
- 岐阜県
  - 加茂郡
    - 八百津町

### 接続する道路
- 岐阜県道402号中野方七宗線（八百津町潮見篠原地内）
- 国道418号（丸山バイパス）（八百津町潮見道渡地内 - 八百津町南戸峯地内で重複）
- 国道418号（八百津町南戸下立地内）

### 周辺

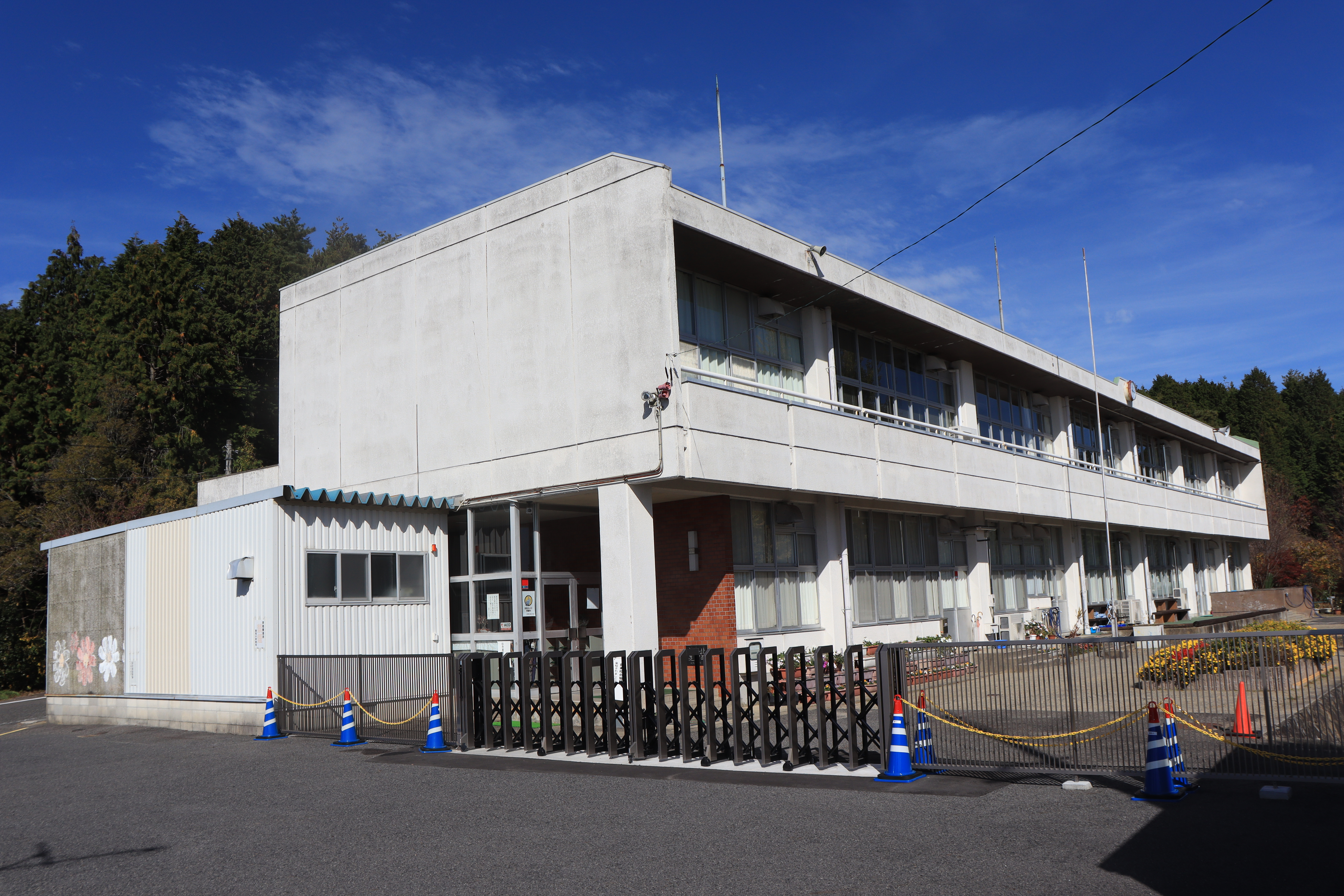
沿線脇の高台にある八百津町立潮見小学校、加茂郡八百津町潮見にて

- 八百津町立潮見小学校
- 潮南郵便局
- 木曽川